# Kościół św. Anny w Sobótce
Kościół świętej Anny – rzymskokatolicki kościół pomocniczy należący do parafii św. Jakuba Apostoła w Sobótce.
Świątynia była pierwotnie kościołem cmentarnym, wybudowano ją w połowie XIV wieku, następnie rozbudowano w latach 1498-1546 i odrestaurowano około 1725 roku. Budowla jest orientowana, murowana, wzniesiona z kamienia i cegły. Od wewnątrz prezentuje się jako kościół halowy trójnawowy i czteroprzęsłowy. Świątynia posiada wydłużone prezbiterium zakończone trójbocznie nakryte sklepieniem kolebkowym z lunetami. nawy natomiast nakrywa płaski drewniany strop. We wnętrzu znajdują się cztery rzeźby w stylu późnogotyckim z około 1500 roku oraz elementy wyposażenia w stylu barokowym pochodzące z 1. połowy XVIII wieku.
Od XIII wieku Sobótka była miejscem pielgrzymek do cudownej figurki św. Anny. Obecna figura, rzeźbiona w drewnie lipowym pochodzi z przełomu XIII i XIV w. Od 2006 roku sanktuarium św. Anny jest również diecezjalnym sanktuarium NMP Matki Nowej Ewangelizacji.

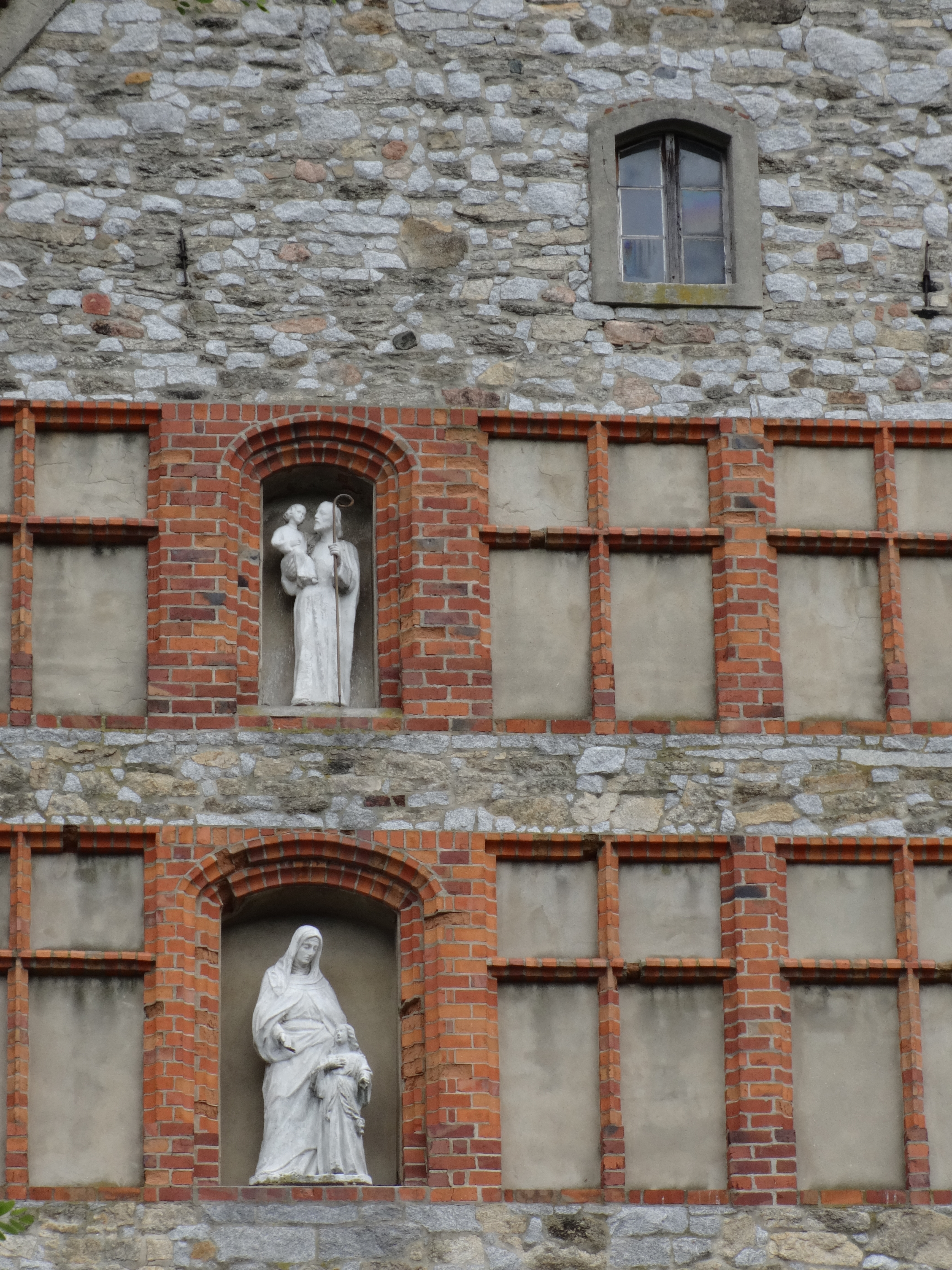
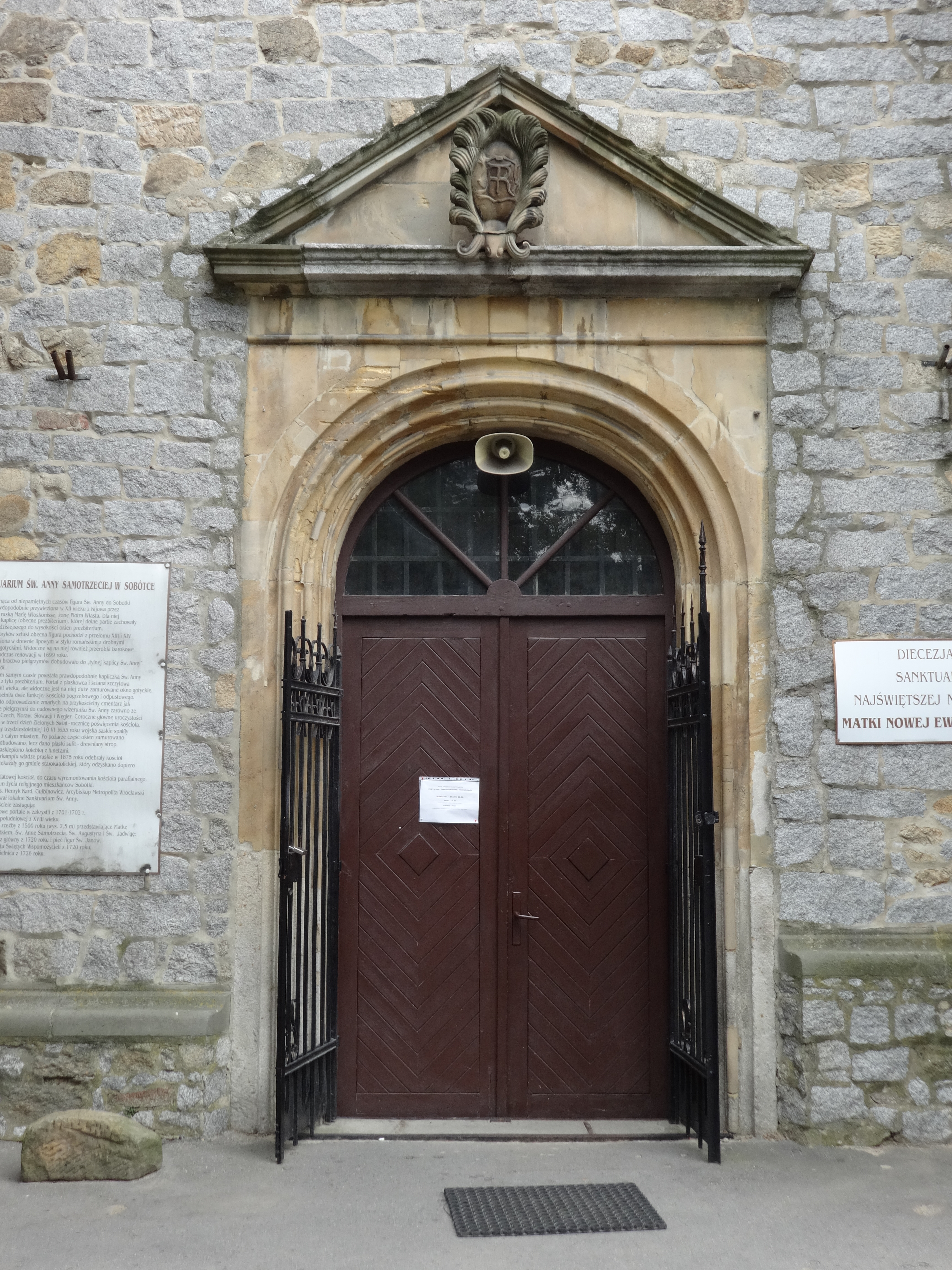
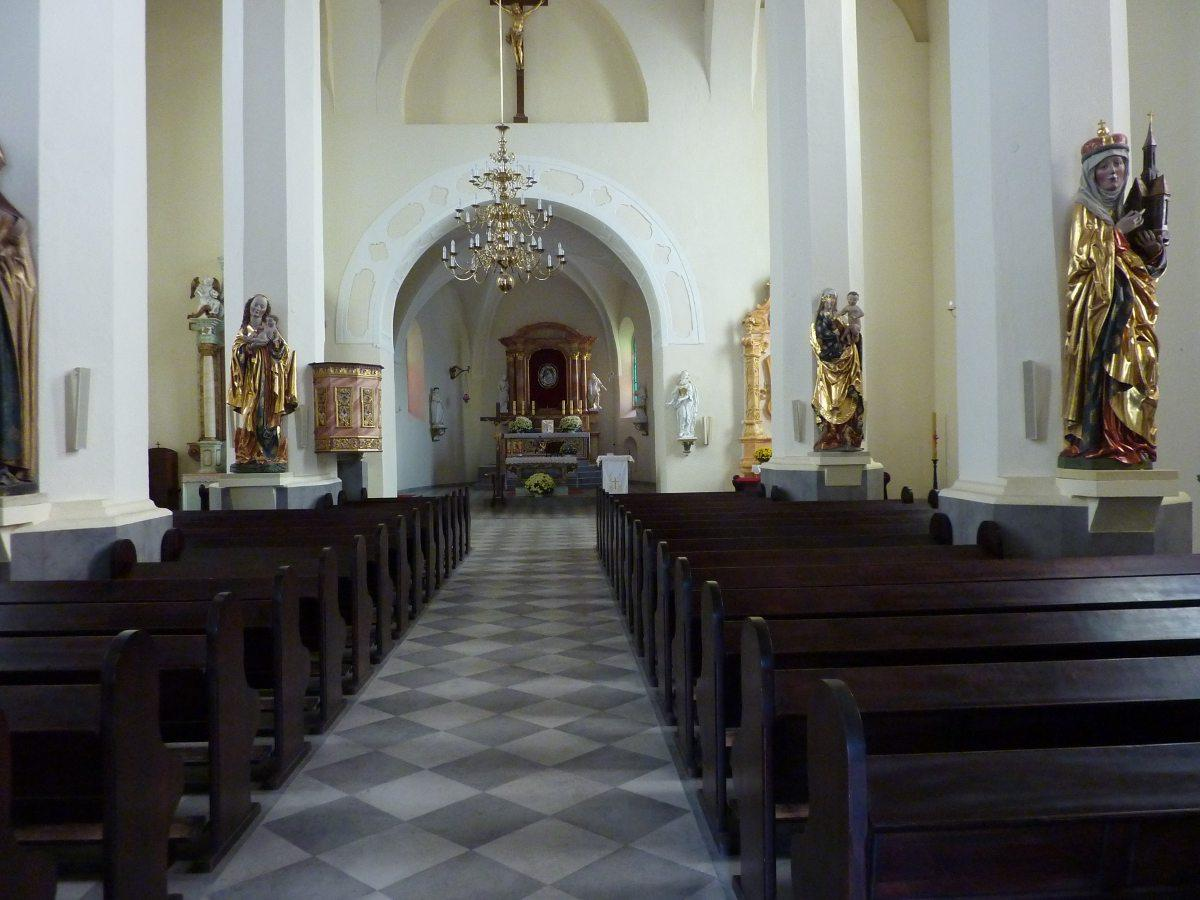
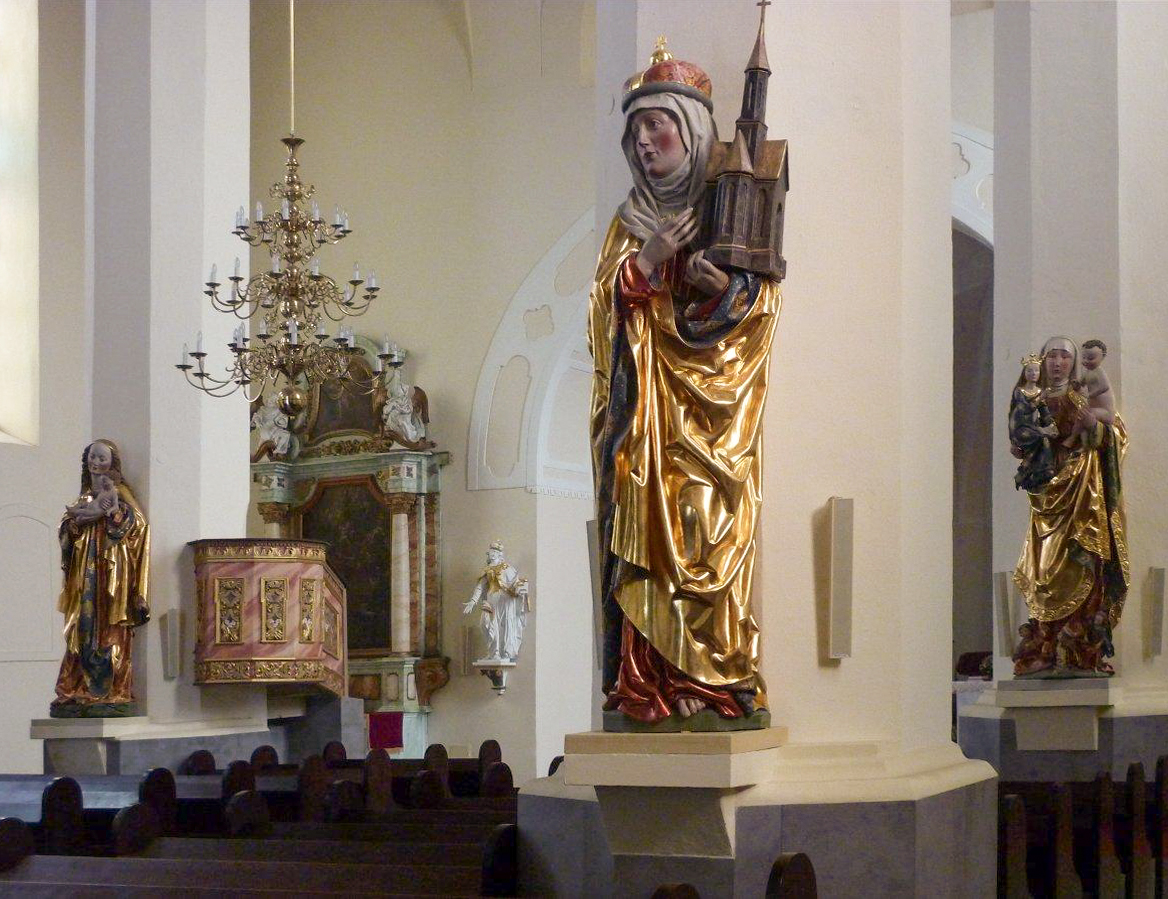